# 霍爾木茲島

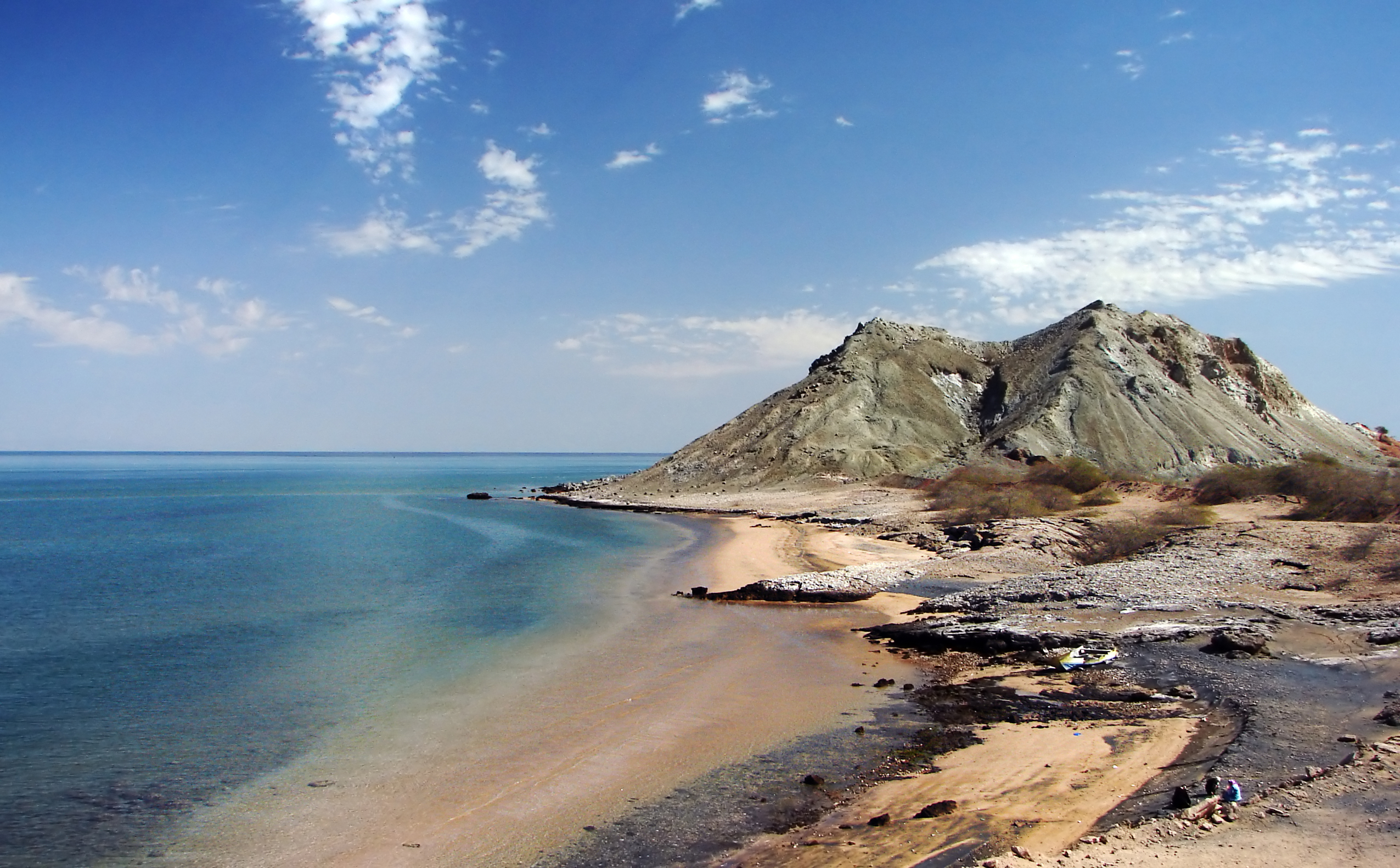

霍爾木茲島（波斯語：‎，《明史》稱「忽里模子」）是伊朗的島嶼，位於波斯灣，由霍爾木茲甘省負責管轄，距離格什姆島18公里，長7公里、寬7.6公里，面積42平方公里，最高點海拔高度186米，人口約3,000人。

## 外部連結
- IRAN.fotopages （页面存档备份，存于）